# IC 3335
IC 3335 — галактика типу C (компактна галактика) у сузір'ї Волосся Вероніки.
Цей об'єкт міститься в оригінальній редакції індексного каталогу.